# Diálogo

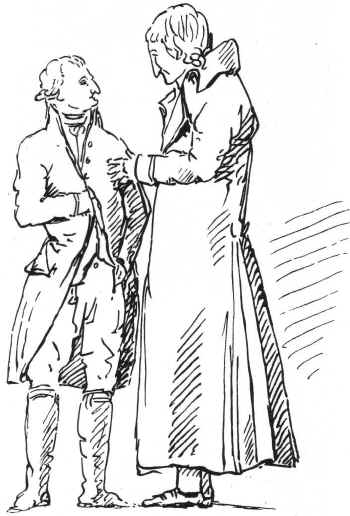
Diálogo entre Goethe y Schiller.

El diálogo es una manera de comunicación verbal o escrita en la que se comunican dos o más personas en un intercambio de información, alternándose el papel de emisor y receptor. Siguiendo esta definición, en un diálogo hay que tener en cuenta lo siguiente:
- Para que se produzca el diálogo, es indispensable un intercambio  de papeles entre los denominados interlocutores. Este cambio de papeles entre emisor y receptor se denomina turnos de palabra o intervenciones.[2]

- Estrictamente el diálogo es oral, pero también puede encontrarse escrito, como ocurre en las novelas. Al mismo tiempo se utiliza signos no verbales, como son los signos paralingüísticos y los signos cinésicos. Entre los signos paralingüísticos destaca la intensidad de la voz, y entre los signos cinésicos destacan los gestos y las posturas.

También se usa como la tipología textual en la lingüística y en la literatura cuando aparecen dos o más personajes al usar el discurso diegético, llamados interlocutores. Razón por la cual constituye la forma literaria propia del mismo género (dramático), así mismo, se divide en parlamentos (retórica) u oraciones entre personajes que se dirigen mutuamente la palabra. 
Un diálogo puede consistir desde una amable conversación hasta una acalorada discusión sostenida entre los interlocutores; empleado en géneros literarios como la novela, el cuento, la fábula, el teatro o la poesía. En una obra literaria, un buen diálogo permite definir el carácter de los personajes: la palabra revela intenciones y estados de ánimo, en definitiva, lo que no se puede ver, por consiguiente en ello radica su importancia. Esta modalidad exige un gran esfuerzo de creación, ya que obliga a penetrar en el pensamiento del personaje, como en el caso de Edipo rey de Sófocles.
También se considera un género literario propio, surgido en Grecia con los Diálogos de Platón, continuado por los romanos (Cicerón, por ejemplo) y revitalizado en el Renacimiento en latín (Erasmo de Róterdam, José Luis Vives, etc.) y en lenguas vulgares (Juan de Valdés, Pablo Mejía, etc.), Como tal posee tres tipos diferenciados: el diálogo platónico, el diálogo ciceroniano y el diálogo lucianesco. El platónico tiene como objetivo hallar la verdad, con miras a un tema primordialmente filosófico. El ciceroniano posee un marco paisajístico bien constituido, es de tema primordialmente político, judicial y retórico con el fin de que en él tienen cabida largas exposiciones. En el lucianesco, así llamado por su creador, Luciano de Samosata, predomina la intención satírica y el humor por eso el tema puede ser muy variado, incluso fantástico.

## Como género

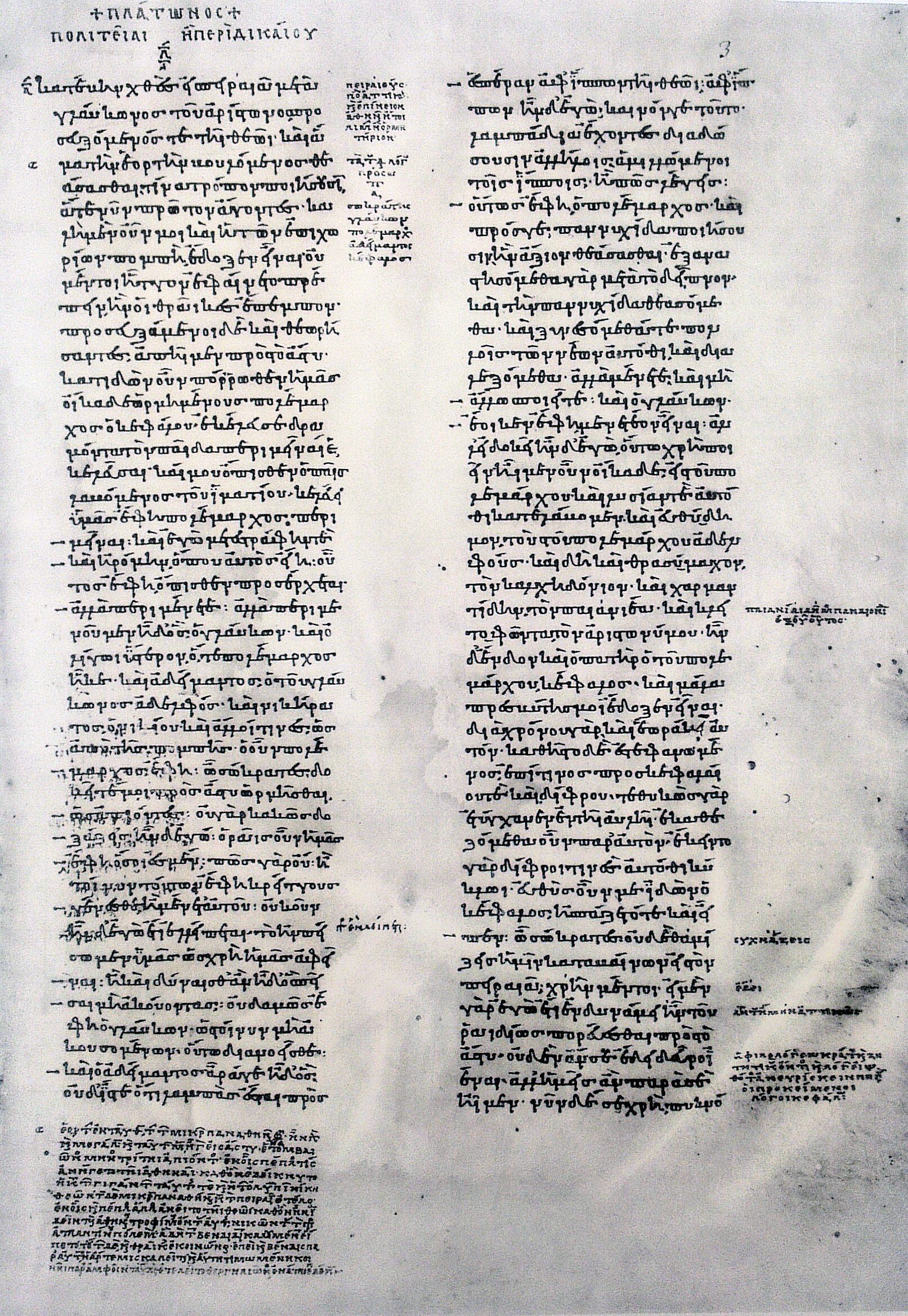
Texto más antiguo que existe de República de Platón

### La Antigüedad y la Edad Media
El diálogo como género en Oriente Medio y Asia se remonta a obras antiguas, como las disputas sumerias conservadas en copias de finales del tercer milenio antes de Cristo, Himnos de diálogo rigvédicos y el Mahabharata.
En Oriente, En el Japón del siglo XIII, el diálogo se utilizó en importantes obras filosóficas. En los años 1200, Nichiren Daishonin escribió algunos de sus escritos importantes en forma de diálogo, describiendo un encuentro entre dos personajes para presentar su argumento y teoría, como en "Conversación entre un sabio y un hombre no iluminado" (Los Escritos de Nichiren Daishonin 1: pp.99-140, fechado alrededor de 1256), y "Sobre el establecimiento de la enseñanza correcta para la paz de la Tierra" (Ibid., pp.6-30; fechado en 1260), mientras que en otros escritos utilizó un formato de preguntas y respuestas, sin el escenario narrativo, como en "Preguntas y respuestas sobre la adopción del Sutra del Loto" (Ibid., pp.55-67, posiblemente de 1263). El sabio o la persona que respondía a las preguntas se entendía como el autor.
En Occidente, Platón (c. 437 a. C. - c. 347 a. C.) se le atribuye comúnmente el uso sistemático del diálogo como forma literaria independiente. Las fuentes antiguas indican, sin embargo, que el diálogo platónico tenía sus fundamentos en el mimo, que los poetas Siciliano habían cultivado medio siglo antes. Estas obras, admiradas e imitadas por Platón, no han sobrevivido y sólo tenemos la más vaga idea de cómo pudieron ser representadas. Los Mimos de Herodas, que se encontraron en un papiro en 1891, dan una idea de su carácter.
Platón simplificó aún más la forma y la redujo a una pura conversación argumentativa, dejando intacto el elemento divertido del personaje-dibujo. Hacia el año 400 a. C. había perfeccionado el diálogo socrático. Todos sus escritos existentes, excepto la Apología y las Epístolas, utilizan esta forma.
Después de Platón, el diálogo se convirtió en un género literario importante en la antigüedad, y se escribieron varias obras importantes tanto en latín como en griego. Poco después de Platón, Jenofonte escribió su propio Simposio; también se dice que Aristóteles escribió varios diálogos filosóficos al estilo de Platón (de los que sólo sobreviven fragmentos).

### Período moderno hasta la actualidad
Dos escritores franceses eminentes tomaron prestado el título de la colección más famosa de Luciano; tanto Fontenelle (1683) y Fénelon (1712) prepararon los Diálogos de los muertos. Paralelamente, en 1688, el filósofo francés Nicolas Malebranche publicó sus Diálogos sobre Metafísica y Religión, contribuyendo así al renacimiento del género en los círculos filosóficos. En la literatura inglesa no dramática, el diálogo no se utilizó ampliamente hasta que Berkeley lo empleó, en 1713, para su tratado, Tres diálogos entre Hylas y Philonous. Su contemporáneo, el filósofo escocés David Hume escribió Diálogos sobre la religión natural. Un ejemplo destacado de diálogo literario del siglo XIX fue la obra de Landor Conversaciones imaginarias (1821-1828).
En Alemania, Wieland adoptó esta forma para varias obras satíricas importantes publicadas entre 1780 y 1799. En la literatura española, los Diálogos de Valdés (1528) y los de Vincenzo Carducci sobre la pintura (1633) son célebres. Entre los escritores italianos de colecciones de diálogos, siguiendo el modelo de Platón, se encuentran Torquato Tasso (1586), Galileo (1632), Galiani (1770), Leopardi (1825), y otros muchos.
En el siglo XIX, los franceses volvieron a la aplicación original del diálogo. Las invenciones de Gyp, de Henri Lavedan, y de otros, que cuentan una anécdota mundana con ingenio y malicia en una conversación, presentarían probablemente una estrecha analogía con los mimos perdidos de los primeros poetas sicilianos. Escritores ingleses como Anstey Guthrie también adoptaron la forma, pero estos diálogos parecen haber encontrado menos seguidores populares entre los ingleses que sus homólogos escritos por autores franceses.
El diálogo platónico, como género distinto que presenta a Sócrates como orador y a uno o más interlocutores que discuten alguna cuestión filosófica, experimentó una especie de renacimiento en el siglo XX. Entre los autores que lo han empleado recientemente se encuentra George Santayana, en su eminente Diálogos en el limbo (1926, 2.ª ed. 1948; esta obra incluye también como interlocutores a personajes históricos como Alcibíades, Aristipo, Avicena, Demócrito y Dionisio el Joven). También Edith Stein y Iris Murdoch utilizaron la forma de diálogo. Stein imaginó un diálogo entre Edmund Husserl (fenomenólogo) y Tomás de Aquino (realista metafísico). Murdoch incluyó no sólo a Sócrates y Alcibíades como interlocutores en su obra Acastos: Dos diálogos platónicos (1986), sino que también incluyó a un joven Platón. Más recientemente Timothy Williamson escribió Tetralogo, un intercambio filosófico en un tren entre cuatro personas con puntos de vista epistemológicos radicalmente diferentes.
En el siglo XX, surgieron tratamientos filosóficos del diálogo por parte de pensadores como Mijaíl Bajtín, Paulo Freire, Martin Buber y David Bohm. Aunque divergen en muchos detalles, estos pensadores han propuesto un concepto holístico de diálogo. Educadores como Freire y Ramón Flecha también han desarrollado un cuerpo de teoría y técnicas para utilizar el diálogo igualitario como herramienta pedagógica.

## Clases de diálogos
Existen diferentes clases de diálogos: los diálogos espontáneos y los diálogos organizados. Los diálogos espontáneos son aquellos que no están pactados previamente, y los diálogos organizados son  aquellos que sí están pactados previamente.
- Un diálogo espontáneo es un diálogo improvisado, libre y amistoso. El diálogo es la forma de comunicación más frecuente. Un ejemplo de diálogo espontáneo sería la  charla.

- Los diálogos organizados, como ya se ha definido, sí tienen pactos previos, como por ejemplo el debate, la mesa redonda, la tertulia y la entrevista.
  - En un debate un grupo de personas discuten un tema pactado cuya finalidad es firmar una decisión mayoritaria. Está presidido por un moderador, cuya finalidad es respetar el orden del turno de palabra y su duración. En el caso de los grupos formados por numerosas personas, el portavoz es el encargado de exponer las ideas del grupo. Esto ocurre en el Parlamento y en el Congreso de los Diputados.
  - En una mesa redonda el grupo de personas es siempre reducido, y también ponen en común sus opiniones sobre un tema. Al igual que el debate, está dirigida por un moderador, que es quien propone los temas y cede la palabra a los participantes.
  - Una tertulia es una charla más espontánea y con temas menos planificados. Los turnos de palabra son menos estrictos y los participantes disponen de libertad para intervenir sobre los temas a tratar.
  - Una entrevista es un diálogo formal, cuya finalidad es conseguir información de interés sobre la persona entrevistada. Se hace el uso de preguntas y respuestas, donde un entrevistador pregunta al entrevistado. Entre las entrevistas destacan las entrevistas de trabajo, las entrevistas periodísticas, etc.

## Organización
- Apertura:  Da inicio a la conversación. Indicación del deseo de entablar el diálogo mediante una invocación al destinatario. También consiste en un saludo o llamada de atención con los que se da inicio a la conversación.
- Orientación: Se introduce el tema o se orienta el diálogo hacia él.
- Desarrollo: Los interlocutores intercambian sus opiniones sobre el tema y van introduciendo otros temas nuevos.
- Cierre: Es la despedida, pone fin al diálogo.

## Diálogo literario
El diálogo literario está presente en muchos de los géneros literarios.
En las narraciones, entre los personajes que protagonizan los relatos
es el componente esencial de las obras teatrales,
puede aparecer en menor medida, en la poesía.
Por medio del diálogo literario el narrador o el dramaturgo recrean el habla de los personajes que forman parte del texto como si se tratara de un diálogo real: puede reproducir escenas de la vida cotidiana utilizando estructuras formales, coloquiales, o  puede apartarse, con intenciones estéticas, de lo que sería una conversación informal.
En el caso del teatro, el diálogo es el tipo textual básico de las obras del género dramático. A diferencia de la narración, en los textos teatrales los diálogos adquieren todo el protagonismo: construyen la historia, definen los rasgos psicológicos de los personajes, informan sobre hechos no solo del presente, sino también del pasado. Conocemos la historia a través de los diálogos de los personajes.

## Diálogo en los relatos
En un relato, el narrador cuenta lo que hacen los personajes y además transcribe sus diálogos. Realmente el narrador cita las palabras de los personajes, que pueden decirlas y pensarlas. La citación se hace en estilo directo, estilo indirecto y cita-resumen.
- Diálogo en estilo directo. Consiste en insertar literalmente las palabras de los personajes. Es en este momento cuando el narrador deja de hablar al lector, y son los personajes quienes hacen esa función.

Para insertar la citación se emplean rayas o comillas y un verbo de dicción, que hace introducir el discurso de los personajes, tales como "dijo" y "murmuró".
- Diálogo en estilo indirecto: Consiste en insertar literalmente las palabras de los personajes desde el punto de vista del narrador.

- Diálogo resumido: Consiste en abreviar el diálogo de los personajes haciendo un resumen. Esto sucede cuando al narrador no le interesan las palabras de los personajes.

## Diálogo en el teatro
En un teatro, hay personajes con conflictos que realizan acciones en un mismo o varios lugares a lo largo de un tiempo. Especialmente en este caso, no existe ningún narrador que narre lo que suceda, sino los propios actores son los que lo representan en el escenario.
Las acciones, los conflictos, etc., se transmiten mediante los diálogos de los personajes. Hay que diferenciar dos discursos:
- Discurso dramático: El discurso dramático está constituido por las palabras de los personajes, que en su mayor parte es diálogo. En este discurso se diferencian el monólogo y el aparte.
  - Monólogo: El monólogo es una parte de una obra teatral en la que solamente habla un personaje, que explica en voz alta sus pensamientos.[18] También se denomina soliloquio.
  - Aparte: El aparte es un comentario pronunciado por el personaje en voz alta que, supuestamente, los demás personajes, estando presentes, no lo escuchan, sino que va dirigido solamente al público.
- Acotación: Las acotaciones son las indicaciones que realiza el autor para que llegue al director y a los actores sobre la puesta en escena. El autor explica cómo es el escenario, que cosas debe haber, cómo son los personajes, qué acciones realizan, con qué entonación pronunciarán las palabras, etc. Esto es importante para la comprensión de la obra. Las acotaciones vienen indicadas generalmente entre paréntesis.